# Rhesala malayica
Rhesala malayica là một loài bướm đêm trong họ Noctuidae.